# Charles Lightoller

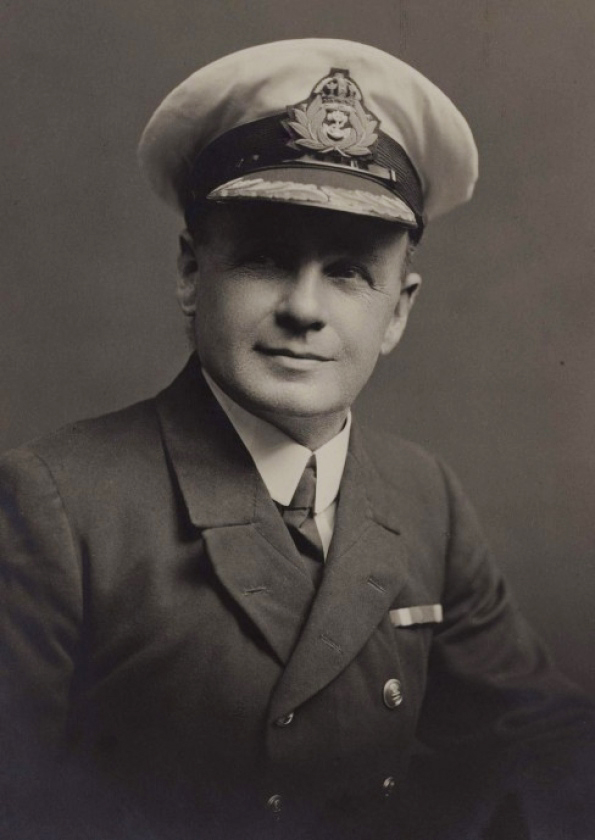
Charles Lightoller

Charles Herbert Lightoller, DSC &; Bar, RD, RNR (30 tháng 3 năm 1874 – 8 tháng 12 năm 1952) là một thủy thủ và sĩ quan hải quân Anh. Ông là sĩ quan thứ hai trên tàu RMS Titanic và là sĩ quan cao cấp nhất sống sót sau thảm họa Titanic. Là sĩ quan phụ trách đưa hành khách lên xuồng cứu sinh bên mạn cảng, Lightoller thực thi nghiêm ngặt nghi thức chỉ dành cho phụ nữ và trẻ em, không cho phép bất kỳ hành khách nam nào lên xuồng cứu sinh trừ khi họ cần làm thủy thủ phụ trợ. Lightoller từng là sĩ quan chỉ huy trong Hải quân Hoàng gia trong Thế chiến I và hai lần được trao huân chương vì sự dũng cảm. Trong Thế chiến II, khi nghỉ hưu, ông tự nguyện cung cấp du thuyền cá nhân của mình, Sundowner, và đưa nó trở thành một trong những "con tàu nhỏ" đóng vai trò trong cuộc di tản Dunkirk.

## Đầu đời.
Harles Herbert Lightoller sinh ra ở Chorley, Lancashire, vào ngày 30 tháng 3 năm 1874,[6] trong một gia đình đã điều hành các nhà máy kéo sợi bông ở Lancashire từ cuối thế kỷ 18. Mẹ anh, Sarah Jane Lightoller (nhũ danh Widdows), chết vì sốt đỏ tươi ngay sau khi sinh anh. Cha của ông, Frederick James Lightoller, di cư đến New Zealand khi Charles 10 tuổi, để lại cho ông sự chăm sóc của đại gia đình.

## Khởi đầu sự nghiệp hàng hải.
Năm 13 tuổi, không muốn kết thúc với một công việc nhà máy, Charles bắt đầu học việc bốn năm trên tàu barque Primrose Hill. Trong chuyến đi thứ hai, ông ra khơi cùng thủy thủ đoàn của Holt Hill. Trong một cơn bão ở Nam Đại Tây Dương, con tàu buộc phải cập cảng Rio de Janeiro. Việc sửa chữa được thực hiện giữa dịch bệnh đậu mùa và một cuộc cách mạng. Một cơn bão khác, vào ngày 13 tháng 11 năm 1889 ở Ấn Độ Dương, khiến con tàu mắc cạn trên một hòn đảo rộng bốn dặm rưỡi không có người ở hiện được gọi là Île Saint-Paul. Họ được Coorong giải cứu và đưa đến Adelaide, Úc. Lightoller gia nhập thủy thủ đoàn của con tàu Clipper Duke of Abercorn để trở về Anh. Lightoller quay trở lại đồi Primrose cho chuyến đi thứ ba. Họ đến Calcutta, Ấn Độ, nơi anh vượt qua giấy chứng nhận của người bạn đời thứ hai. Hàng hóa than bốc cháy khi ông đang phục vụ với tư cách là thuyền phó thứ ba trên tàu Knight of St. Michael, và vì những nỗ lực thành công trong việc chữa cháy và cứu con tàu, Lightoller được thăng cấp thuyền phó thứ hai. Năm 1895, ở tuổi 21 và là một cựu chiến binh của những nguy hiểm trên biển, ông đã có được vé của người bạn đời của mình và rời thuyền buồm để đi tàu hơi nước. Sau ba năm phục vụ trong Dịch Vụ Thư Ảnh Hoàng Gia Châu Phi của Anh Cả Dempster trên bờ biển Tây Phi, ông suýt chết vì một cơn sốt rét nặng. Lightoller đã đến Yukon vào năm 1898 để tìm kiếm vàng trong Cơn sốt vàng Klondike. Thất bại trong việc này, sau đó anh trở thành một cao bồi ở Alberta, Canada. Để trở về nhà, anh trở thành một hobo, cưỡi đường ray trở lại Canada. Ông kiếm được hành trình trở lại Anh bằng cách làm việc như một người chăn nuôi gia súc trên một chiếc thuyền gia súc và trở về nhà không một xu dính túi vào năm 1899. Trong khi ở trên tàu Medic, trong một chuyến đi từ Anh đến Nam Phi và Úc, Lightoller đã bị khiển trách vì một trò đùa mà anh ta và một số bạn cùng tàu đã chơi với công dân Sydney tại Fort Denison ở Cảng Sydney. Năm 1903, ông lại thấy mình ở Sydney, được chuyển đến SS Suevic - có thể là hình phạt cho một sự bừa bãi khác. Trong chuyến đi, ông đã gặp Sylvia Hawley Wilson, một người Úc trở về mà ông kết hôn tại Nhà thờ St James, Sydney và đưa trở lại Anh trên hành trình trở về. Sau đó ông gia nhập SS Majestic dưới sự chỉ huy của Đại úy Edward J. Smith ở Đại Tây Dương. Từ đó, ông được thăng chức sĩ quan thứ ba trên RMS Oceanic, soái hạm của White Star Line. Anh ta trở lại Majestic với tư cách là người bạn đời đầu tiên và sau đó chuyển trở lại Oceanic ở vị trí tương tự.
1. ↑  "Vụ đắm tàu RMS Titanic", Wikipedia tiếng Việt, ngày 23 tháng 10 năm 2023, truy cập ngày 28 tháng 12 năm 2023
2. ↑  "Sarah Jane Lightoller". geni_family_tree. ngày 30 tháng 10 năm 1843. Truy cập ngày 28 tháng 12 năm 2023.
3. ↑  "Sailing Ships: "Primrose Hill" (1886)". www.bruzelius.info. Bản gốc lưu trữ ngày 18 tháng 1 năm 2025. Truy cập ngày 28 tháng 12 năm 2023.
4. ↑  "Nam Đại Dương", Wikipedia tiếng Việt, ngày 25 tháng 12 năm 2023, truy cập ngày 28 tháng 12 năm 2023